# Yrjö Asikainen
Pour les articles homonymes, voir Asikainen.
Yrjö Asikainen dit Ykä (né le 5 juin 1928 à Viipuri en Finlande et mort le 3 décembre 2008 à Tampere) est un joueur de football international et entraîneur finlandais, qui évoluait au poste d'avant-centre.
Considéré comme l'un des plus célèbres footballeurs finlandais de son époque, il est connu pour avoir terminé meilleur buteur du championnat de Finlande lors des saisons 1949, 1950 et 1955.
Il fut également président de la fédération de Finlande de football.